# Huitán
Huitán är en kommunhuvudort i Guatemala.   Den ligger i departementet Departamento de Quetzaltenango, i den västra delen av landet, 130 km väster om huvudstaden Guatemala City. Huitán ligger 2 651 meter över havet och antalet invånare är 9 958.
Terrängen runt Huitán är lite bergig. Runt Huitán är det tätbefolkat, med 369 invånare per kvadratkilometer. Närmaste större samhälle är Comitancillo, 10,9 km väster om Huitán. I omgivningarna runt Huitán växer i huvudsak blandskog.